# Rüsselsheim am Main
Rüsselsheim am Main (do 30. července 2015 Rüsselsheim) je největší město okresu Groß-Gerau v hospodářsko-technologické oblasti Rýn-Mohan v německé spolkové zemi Hesensko. Jde o jedno ze sedmi měst se zvláštním postavením v Hesensku, leží na řece Mohan pouze několik kilometrů před ústím řeky v Mohuči, která je však už hlavním městem spolkové země Porýní-Falc, zatímco Rüsselsheim leží v Hesensku, jehož hlavním městem je Wiesbaden. K městu také náleží dvě předměstí – Bauschheim a Königstädten. Rüsselsheim je znám především jako sídlo automobilky Opel.
V roce 2013 mělo město 60 929 obyvatel, k 31. prosinci 2015 se jejich počet zvýšil na 63 030.

## Historie
Ve své historii neslo měst několik jmen, která se postupem času vyvinula až do dnešní podoby Rüsselsheim
- 764/5 Rucile(n)sheim
- před rokem 1130 Ruozcelenesheim
- 1336 Ruzelnsheim
- 1275 Ruozelsheim
- 1640 Ruselsem
- 1840 Rüsselsheim
- 2015 Rüsselsheim am Main

## Znak města
Ve znaku města lze najít stříbrný „Doppelhaken“ (dvojitý hák, stylizovaný do podoby písmene Z) a dvě stříbrné hvězdy, to vše na modrém pozadí. „Doppelhaken“ je také nazýván „Wolfsangel“ (vlčí hák), protože je možné, že v minulosti se používal právě k zabíjení vlků. Dvě hvězdy značí příslušnost Rüsselsheimu k historickému hrabství Katzenelnbogen, jehož znakem byly právě ony dvě stříbrné hvězdy.

## Starostové města
- 1954–1965 Dr. Walter Köbel, SPD
- 1966–1981 Karl-Heinz Storsberg, SPD
- 1981–1994 Norbert Winterstein, SPD
- 1994–1999 Ottilia Geschka, CDU
- 2000–2011 Stefan Gieltowski, SPD
- 2012–2018 Patrick Burghardt, CDU
- od 2018 Udo Bausch

## Hospodářství
Nejslavnější firmou a zaměstnavatelem ve městě je automobilka Opel, která těží z ideální polohy města na křižovatce důležitých dálničních a železničních cest. Dále také ve městě působí automobilka Hyundai a americká technologická firma Electronic Data Systems (EDS).

## Osobnosti města
- Adam Opel (1837–1895), podnikatel, zakladatel společnosti Opel
- Klaus Fuchs (1911–1988), žák Maxe Borna, podílející se na vývoji plutoniové bomby „Fat Man“ a sovětský špion
- Oliver Hartmann (* 1970), zpěvák, producent a kytarista

## Partnerská města
- Évreux, France, 1961
- Kecskemét, Maďarsko, 1991
- Rugby, Spojené království, 1977
- Varkaus, Finsko, 1979